# Фернандес Бальбоа, Моника
Моника Фернандес Бальбоа (исп. Mónica Fernández Balboa; род. 4 июля 1966, Теапа, Табаско) — государственный и политический деятель Мексики.

## Биография
По образованию архитектор, является членом Движения национального возрождения и была сенатором в законодательном собрании LXIV созыва конгресса Мексики от штата Табаско. C 2006 по 2009 год входила в Партию демократической революции и работала федеральным депутатом в законодательном собрании LX созыва конгресса Мексики.
С 1 сентября 2019 года является председателем сената Мексики. Была избрана в президиум сената 110 голосами «за», один депутат проголосовал «против» и двое депутатов воздержались.

## Примечание
1. 1 2  http://sil.gobernacion.gob.mx/Librerias/pp_PerfilLegislador.php?SID=&Referencia=2300752
2. ↑  Perfil del legislador. Legislative Information System. Дата обращения: 18 октября 2014. Архивировано 18 октября 2020 года.
3. ↑  Mónica Fernández será la nueva presidenta de Mesa Directiva del Senado [Mónica Fernández will be the new president of the Senate Board of Directors], El Segundero.com (исп.), 2019-08-31, Архивировано из оригинала 12 сентября 2020, Дата обращения: 31 августа 2019